# Gordon Coulthart
Gordon Coulthart ou parfois Gord Coulthart est un illustrateur et réalisateur de film d'animation d'humour canadien, originaire de Morewood (d) dans l'Ontario, et travaillant à Ottawa.
Il utilise principalement l'aquarelle et l'acrylique, et parfois la gouache avec lesquels il a exercé en tant que décorateur de plusieurs centaines de séries d'animation.

## Biographie
Né à Morewood dans l'Ontario, il y grandit dans une ferme, qui l'inspire dans son travail, au milieu d'une famille de neuf enfants, dont certains plus grands peignaient. Il est également fan de Norman Rockwell.
Après être diplômé de l'Algonquin college en art publicitaire il travaille en animation dans une société d'animation locale en 1977.
Il dessine la série de comics humoristiques Farcus avec David Waisglass.
Il est à la fois en tant que concepteur des personnages et décorateur sur la série Faireez (2005).
Il réalise la composition photographique (layout) des décors de la série The Mask.
Il est notamment coordinateur couleur sur le segment « Harry Canyon » du dessin animé Métal Hurlant.
Il réalise la série Le roi, c'est moi, primé « Best Animated Program or Series » (meilleur programme ou série animée) au 19e Prix Gemini, au Canada, en 2004.
Il a beaucoup travaillé sur les décors de dessins animés. Il est notamment superviseur des décors dans la série KaBlam! (en), styliste des couleurs des décors de George de la Jungle (2007). Artiste décorateur de Robotboy (2007).

## Récompenses
- Le roi, c'est moi, primé « Best Animated Program or Series » (meilleur programme ou série animée) au 19e Prix Gemini, au Canada, en 2004.

## Œuvres

### Illustration
- (en) David Waisglass et Gordon Coulthart, Farcus: The 1st Treasury Paperback, Andrews McMeel Pub, 1995, 207 p. (ISBN 978-0836207798)

### Animation

#### Cinéma
- 1981 : Métal Hurlant, coordinateur couleur sur le court métrage, « Harry Canyon »

#### Télévision
- For Better Or For Worse (d'après For Better or For Worse de Lynn Johnston) - adaptation pour la TV et décors.
- 1995 : Les Aventures de Sonic — peinture des décors
- 1995 - 1997 : The Mask layout des décors.
- 1988 - 1989 : COPS - décors
- 2003 : King ( Le roi, c'est moi) - Réalisateur
- 2005 : Faireez - concepteur des personnages et décors.
- 2005 : Robotboy
- 2007 : George de la jungle